# Keep Calm (Fuck U)
 Keep Calm (Fuck U)  (oder auch: Keep Calm; englisch für „Ruhe bewahren (Fick dich)“) ist ein Lied des deutschen Rappers Prince Kay One aus dem Jahr 2013, in Zusammenarbeit mit Emory. Es erschien im Oktober 2013 als Single und Teil von Kay Ones dritten Studioalbum Rich Kidz.

## Inhalt
Der Text des Liedes handelt vom Leben des Rappers Kay One und dessen Einstellung zu schulischer Bildung und beruflichen Plänen. Am Ende der zweiten Strophe wird der Zuhörer aufgefordert, an seinen Träumen „festzuhalten“. Die Hookline des Liedes wird von Emory auf Englisch gesungen.

## Liveauftritte
Am 5. Januar 2014 traten Kay One und Emory mit im ZDF-Fernsehgarten auf. Der Auftritt, der von beiden in Playback absolviert und mit einer Schneeballschlacht im Kunstschnee beendet wurde, erntete in Presse und Internetmedien viel Häme und negative Kritik. Auch die Rapper Bushido, Chakuza, D-Bo, Fard und Vega äußerten sich über Facebook und Twitter abfällig über den Auftritt. Kay One erklärte später in einem Video-Interview mit der Website 16bars.de, dass er und Emory auf Grund ihrer Erfahrungen bei einem früheren Auftritt im ZDF-Fernsehgarten damit gerechnet hätten in einer Après-Ski-Kulisse aufzutreten und deshalb nach Erscheinen am Set selbst Zweifel an der Vereinbarkeit des Auftritts mit ihrem Image gehegt hätten, sich diesbezüglich aber von dem Filmstab zur Durchführung des Auftritts hätten überreden lassen.
Außerdem ist Keep Calm (Fuck U) regelmäßiger Teil von Kay Ones Live-Shows.

## Musikvideo
Das Musikvideo feierte eine Woche vor Erstveröffentlichung der Single auf der Website des Musikstreaming-Dienstes Ampya Premiere. Das Video beginnt mit einem Gespräch von zwei jungen Kindern, in dem sie äußern, in ihrer Zukunft Rapper bzw. Sänger werden zu wollen. Im Video werden oft Szenen mit einem weißen Lamborghini gezeigt. Zudem sieht man Kay One und Emory auf den Dächern Frankfurts und bei einem Auftritt.

## Single-Titelliste
| # | Titel                     | Gastmusiker | Produzent | Länge |
| - | ------------------------- | ----------- | --------- | ----- |
| 1 | Keep Calm (Fuck U)        | Emory       |           | 4:43  |
| 2 | Keep Calm (Radio Version) | Emory       |           | 4:05  |

| # | Titel                                               | Interpret       | Produzent                       | Länge |
| - | --------------------------------------------------- | --------------- | ------------------------------- | ----- |
| 1 | Keep Calm (Fuck U) (Radio Version Without Rap)      | Emory           |                                 | 3:16  |
| 2 | Keep Calm (Florian Arndt Club Mix)                  | Kay One & Emory | Florian Arndt                   | 5:21  |
| 3 | Keep Calm (Florian Arndt Radio Mix)                 | Kay One & Emory | Florian Arndt                   | 3:31  |
| 4 | Keep Calm (Superfreakz Club Mix)                    | Kay One & Emory | Superfreakz                     | 4:48  |
| 5 | Keep Calm (Superfreakz Radio Mix)                   | Kay One & Emory | Superfreakz                     | 2:55  |
| 6 | Keep Calm (Banks & Rawdriguez & Cop Dickie Edition) | Kay One & Emory | Banks & Rawdriguez & Cop Dickie | 4:36  |

## Chartplatzierungen
Die Single stieg in der ersten Verkaufswoche auf Rang 11 der deutschen Singlecharts ein und konnte sich insgesamt 15 Wochen in den Top 100 halten. Keep Calm (Fuck U) ist damit nach den auf Platz 6 bzw. 4 platzierten Singles Fackeln im Wind und V.I.P. Kay Ones dritte Top-20-Single und Deutschland und sein bis dato am längsten in den deutschen Charts platziertes Lied.
In Österreich erreichte sie Platz 15 und hielt sich zunächst sechs aufeinanderfolgende Wochen in den Charts, um sich dann am 17. Januar 2014 nach über einem Monat Chartabstinenz für sechs weitere Wochen erneut in den österreichischen Top 75 zu platzieren. Keep Calm (Fuck U) ist somit mit insgesamt zwölf Wochen die bis dato am längsten in den österreichischen Charts platzierte Kay One-Single und nach dem auf Platz 9 verzeichneten V.I.P. sein Lied mit der zweithöchsten Chartplatzierung in diesem Land.
In der Schweiz erreichte Keep Calm (Fuck U) Platz 30 und konnte sich lediglich für eine Woche in den Single-Charts platzieren.
| ChartsChartplatzierungen | Höchstplatzierung | Wochen |
| ------------------------ | ----------------- | ------ |
| Deutschland (GfK)        | 11 (15 Wo.)       | 15     |
| Österreich (Ö3)          | 15 (12 Wo.)       | 12     |
| Schweiz (IFPI)           | 30 (1 Wo.)        | 1      |